# Extra 330
Die Extra 330 sind ein- oder zweisitzige Versionen des Kunstflugzeugs Extra 300 in Tiefdeckeranordnung des deutschen Herstellers Extra Aircraft.

## Geschichte und Konstruktion

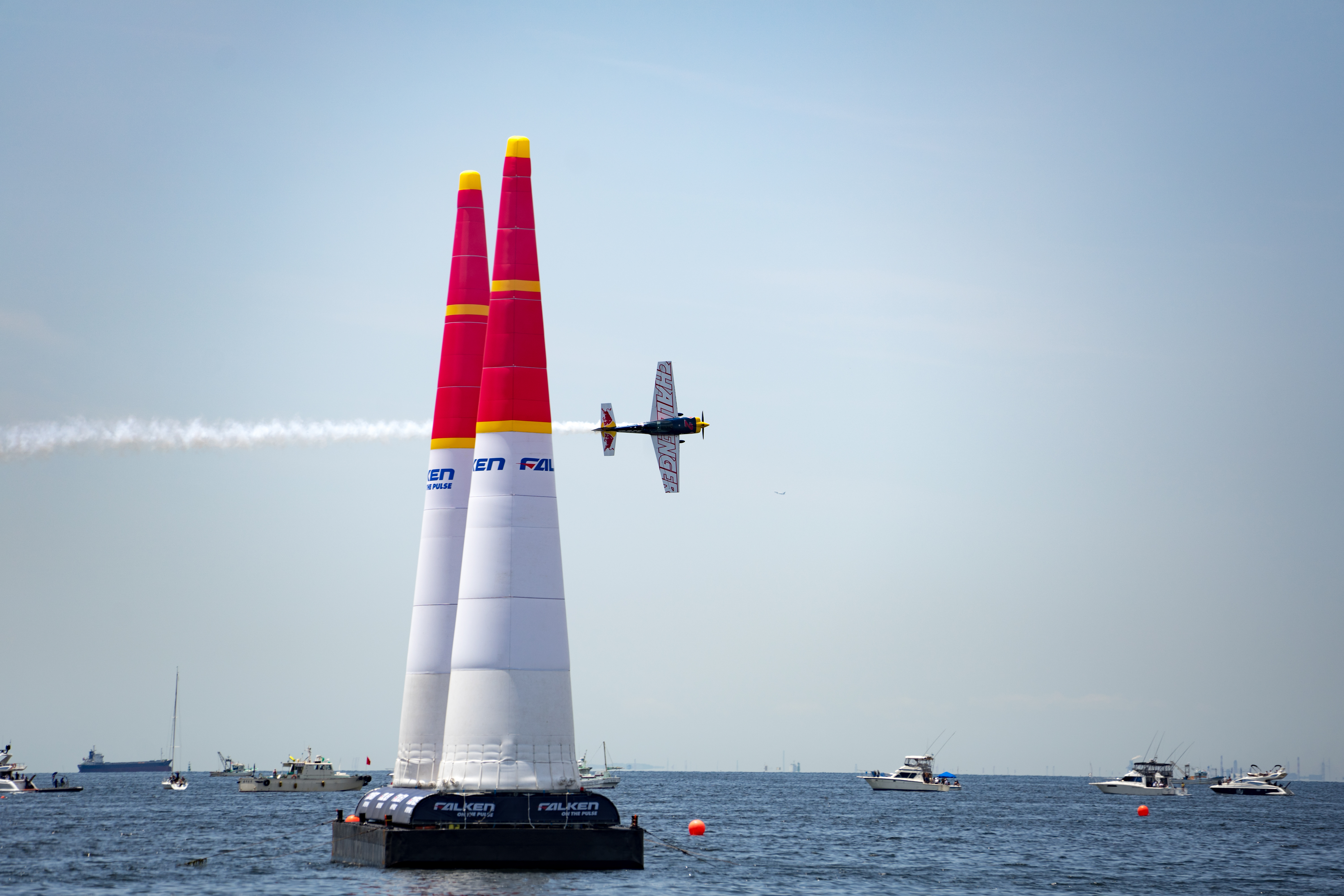
Extra 330LX von Ben Murphy bei der Red Bull Air Race Weltmeisterschaft 2017 in Chiba

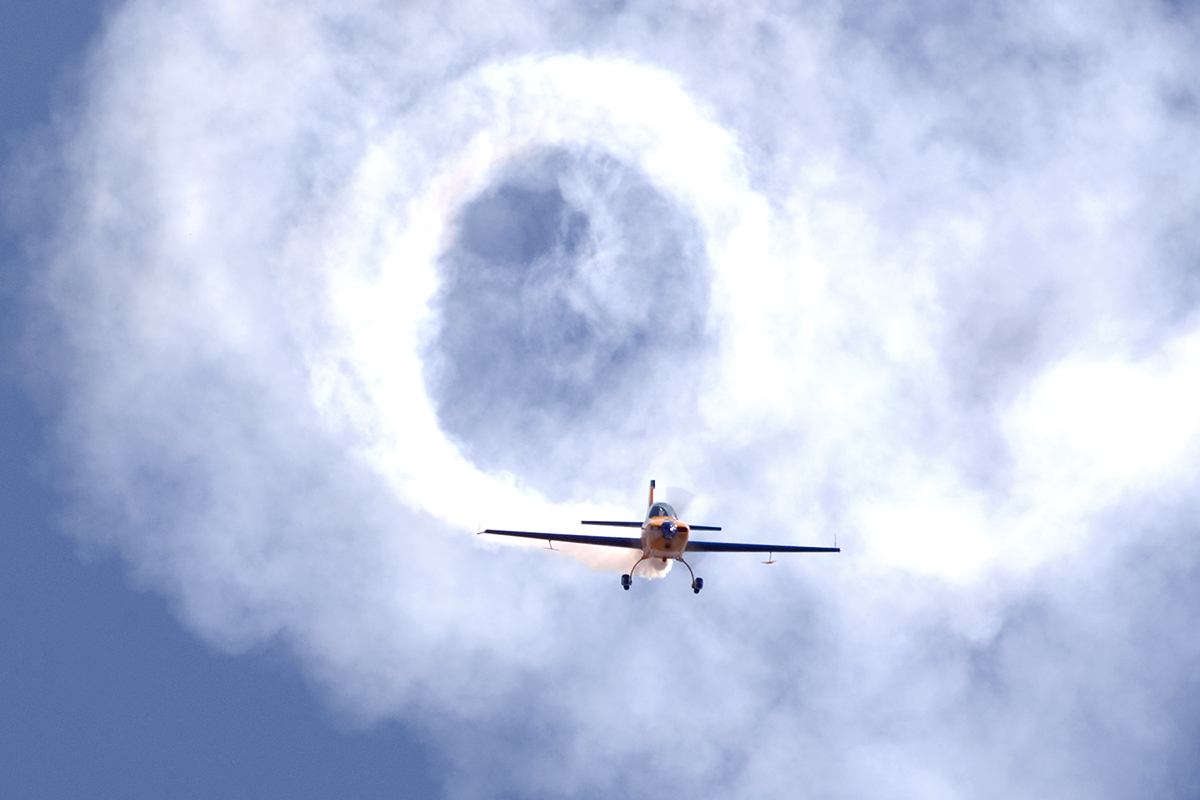
Extra 330 im Flug

Die ab 2013 gebaute Version Extra 330LX wurde für „Unlimited Aerobatics“ zertifiziert und von 2014 bis zur Saison 2017 von allen Piloten der Red Bull Air Race Weltmeisterschaft World Championship im Challenger Cup geflogen. Tragflächen und viele weitere Bauteile bestehen aus kohlenstofffaserverstärktem Kunststoff (CFK). Der Stahlfachwerkrumpf hat ein steuerbares Spornrad.

## Versionen
- Extra 330SC – einsitziges Kunstflugzeug
- Extra 330LX / Extra 330LP – zweisitziges Kunstflugzeug (Sitze in Tandemanordnung)
- Extra 330LT – zweisitziges Reiseflugzeug mit voller Kunstflugtauglichkeit, EFIS-Cockpit
- Extra 330LE – elektrifizierte Variante mit 260-kW-Motor von Siemens[3] und zwei Batteriepacks mit jeweils 18,6 kWh Kapazität von Pipistrel.[4] Sie dient zur Erprobung des von Siemens entwickelten Antriebsstrangs. Es existiert nur ein Exemplar.

## Flugunfälle
2015 kam es zu einem Absturz einer Extra 330 SC kurz nach dem Start am Flugplatz Schwenningen. Der Pilot starb.

## Technische Daten
| Kenngröße             | Daten                                            |
| --------------------- | ------------------------------------------------ |
| Besatzung             | 1+1                                              |
| Länge                 | 6,90 m (22,8 ft)                                 |
| Spannweite            | 8 m (26,3 ft)                                    |
| Höhe                  | 2,6 m (8,6 ft)                                   |
| Flügelfläche          | 10,7 m² (115,2 sq.ft)                            |
| Flügelstreckung       | 6,0                                              |
| Lastvielfache         | ±10g                                             |
| Rollrate              | 400°/s                                           |
| Steigrate             | 3200 ft/min                                      |
| Leermasse             | 660 kg (1455 lbs)                                |
| max. Startmasse       | 950 kg (2095 lbs)                                |
| Reisegeschwindigkeit  | 292 km/h (158 kn)                                |
| Höchstgeschwindigkeit | 405 km/h (219 kn)                                |
| Triebwerke            | ein Lycoming AEIO-580-B1A, 315 hp                |
| Propeller             | Mühlbauer, MTV 9-B-C/C198-25, Dreiblattpropeller |